# Резолюции на Съвета за сигурност на ООН от 101 до 200
Това е списък на резолюциите на Съвета за сигурност на ООН от 101 до 200, които са приети между 24 ноември 1953 г. и 15 март 1965 г.
| Резолюция | Дата                 | За | Против                                               | Въздържали се                                                                          | Предмет |
| --------- | -------------------- | --- | ---------------------------------------------------- | -------------------------------------------------------------------------------------- | --- |
| 101       | 24 ноември 1953 г.   | Тайван · Франция · Великобритания · Съединени американски щати · Гърция · Дания · Колумбия · Пакистан · Чили                                                                                | 0                                                    | Ливан · Съюз на съветските социалистически републики                                   | Палестинският въпрос |
| 102       | 3 декември 1953 г.   | Тайван · Франция · Великобритания · Съединени американски щати · Гърция · Дания · Колумбия · Ливан · Пакистан · Чили                                                                        | 0                                                    | Съюз на съветските социалистически републики                                           | Международният съд |
| 103       | 3 декември 1953 г.   | Тайван · Франция · Великобритания · Съединени американски щати · Гърция · Дания · Колумбия · Ливан · Пакистан · Чили                                                                        | 0                                                    | Съюз на съветските социалистически републики                                           | Международният съд |
| 104       | 20 юни 1954 г.       | Тайван · Франция · Великобритания · Съединени американски щати · Съюз на съветските социалистически републики · Бразилия · Дания · Колумбия · Ливан · Нова Зеландия · Турция                | 0                                                    | 0                                                                                      | Въпроси, повдигнати от Гватемала |
| 105       | 28 юли 1955 г.       | Приета без гласуване | Приета без гласуване                                 | Приета без гласуване                                                                   | Международният съд |
| 106       | 29 март 1955 г.      | Тайван · Франция · Великобритания · Съединени американски щати · Съюз на съветските социалистически републики · Белгия · Бразилия · Иран · Нова Зеландия · Перу · Турция                    | 0                                                    | 0                                                                                      | Палестинският въпрос |
| 107       | 30 март 1955 г.      | Тайван · Франция · Великобритания · Съединени американски щати · Съюз на съветските социалистически републики · Белгия · Бразилия · Иран · Нова Зеландия · Перу · Турция                    | 0                                                    | 0                                                                                      | Палестинският въпрос |
| 108       | 8 септември 1955 г.  | Тайван · Франция · Великобритания · Съединени американски щати · Съюз на съветските социалистически републики · Белгия · Бразилия · Иран · Нова Зеландия · Перу · Турция                    | 0                                                    | 0                                                                                      | Палестинският въпрос |
| 109       | 14 декември 1955 г.  | Франция · Великобритания · Съюз на съветските социалистически републики · Бразилия · Иран · Нова Зеландия · Перу · Турция                                                                   | 0                                                    | Белгия · Тайван · Съединени американски щати                                           | Приемане на нови членове в ООН: Албания, Йордания, Ирландия, Португалия, Унгария, Италия, Австрия, Румъния, България, Финландия, Цейлон, Непал, Либия, Камбоджа, Лаос, Испания |
| 110       | 16 декември 1955 г.  | Тайван · Великобритания · Съединени американски щати · Съюз на съветските социалистически републики · Белгия · Бразилия · Иран · Нова Зеландия · Перу · Турция                              | Съюз на съветските социалистически републики         | Франция                                                                                | Въпрос, отнасящ се до изменението на Хартата на ООН |
| 111       | 19 януари 1956 г.    | Тайван · Франция · Великобритания · Съединени американски щати · Съюз на съветските социалистически републики · Австралия · Белгия · Куба · Иран · Перу · Югославия                         | 0                                                    | 0                                                                                      | Палестинският въпрос |
| 112       | 6 февруари 1956 г.   | Тайван · Франция · Великобритания · Съединени американски щати · Съюз на съветските социалистически републики · Австралия · Белгия · Куба · Иран · Перу · Югославия                         | 0                                                    | 0                                                                                      | Приемане на нови членове в ООН: Судан |
| 113       | 4 април 1956 г.      | Тайван · Франция · Великобритания · Съединени американски щати · Съюз на съветските социалистически републики · Австралия · Белгия · Куба · Иран · Перу · Югославия                         | 0                                                    | 0                                                                                      | Палестинският въпрос |
| 114       | 4 юни 1956 г.        | Тайван · Франция · Великобритания · Съединени американски щати · Съюз на съветските социалистически републики · Австралия · Белгия · Куба · Иран · Перу · Югославия                         | 0                                                    | 0                                                                                      | Палестинският въпрос |
| 115       | 20 юни 1956 г.       | Тайван · Франция · Великобритания · Съединени американски щати · Съюз на съветските социалистически републики · Австралия · Белгия · Куба · Иран · Перу · Югославия                         | 0                                                    | 0                                                                                      | Приемане на нови членове в ООН: Мароко |
| 116       | 26 юли 1956 г.       | Тайван · Франция · Великобритания · Съединени американски щати · Съюз на съветските социалистически републики · Австралия · Белгия · Куба · Иран · Перу · Югославия                         | 0                                                    | 0                                                                                      | Приемане на нови членове в ООН: Тунис |
| 117       | 6 септември 1956 г.  | Приета без гласуване | Приета без гласуване                                 | Приета без гласуване                                                                   | Международният съд |
| 118       | 13 октомври 1956 г.  | Тайван · Франция · Великобритания · Съединени американски щати · Съюз на съветските социалистически републики · Австралия · Белгия · Куба · Иран · Перу · Югославия                         | 0                                                    | 0                                                                                      | Жалба на Египет срещу Обединеното кралство и Франция |
| 119       | 31 октомври 1956 г.  | Тайван · Съединени американски щати · Съюз на съветските социалистически републики · Куба · Иран · Перу · Югославия                                                                         | Франция · Великобритания                             | Австралия · Белгия                                                                     | Жалба на Египет срещу Обединеното кралство и Франция |
| 120       | 4 ноември 1956 г.    | Тайван · Франция · Великобритания · Съединени американски щати · Австралия · Белгия · Куба · Иран · Перу · Югославия                                                                        | Съюз на съветските социалистически републики         | 0                                                                                      | Ситуацията в Унгария |
| 121       | 12 декември 1956 г.  | Тайван · Франция · Великобритания · Съединени американски щати · Съюз на съветските социалистически републики · Австралия · Белгия · Куба · Иран · Перу · Югославия                         | 0                                                    | 0                                                                                      | Приемане на нови членове в ООН: Япония |
| 122       | 24 януари 1957 г.    | Тайван · Франция · Великобритания · Съединени американски щати · Австралия · Колумбия · Куба · Ирак · Филипини · Швеция                                                                     | 0                                                    | Съюз на съветските социалистически републики                                           | Индо-пакистански въпрос |
| 123       | 21 февруари 1957 г.  | Тайван · Франция · Великобритания · Съединени американски щати · Австралия · Колумбия · Куба · Ирак · Филипини · Швеция                                                                     | 0                                                    | Съюз на съветските социалистически републики                                           | Индо-пакистански въпрос |
| 124       | 7 март 1957 г.       | Тайван · Франция · Великобритания · Съединени американски щати · Съюз на съветските социалистически републики · Австралия · Колумбия · Куба · Ирак · Филипини · Швеция                      | 0                                                    | 0                                                                                      | Приемане на нови членове в ООН: Гана |
| 125       | 5 септември 1957 г.  | Тайван · Франция · Великобритания · Съединени американски щати · Съюз на съветските социалистически републики · Австралия · Колумбия · Куба · Ирак · Филипини · Швеция                      | 0                                                    | 0                                                                                      | Приемане на нови членове в ООН: Малайска федерация |
| 126       | 2 декември 1957 г.   | Тайван · Франция · Великобритания · Съединени американски щати · Австралия · Колумбия · Куба · Ирак · Филипини · Швеция                                                                     | 0                                                    | Съюз на съветските социалистически републики                                           | Индо-пакистански въпрос |
| 127       | 22 януари 1958 г.    | Тайван · Франция · Великобритания · Съединени американски щати · Съюз на съветските социалистически републики · Канада · Колумбия · Ирак · Панама · Швеция · Япония                         | 0                                                    | 0                                                                                      | Палестинският въпрос |
| 128       | 11 юни 1958 г.       | Тайван · Франция · Великобритания · Съединени американски щати · Канада · Колумбия · Ирак · Панама · Швеция · Япония                                                                        | 0                                                    | Съюз на съветските социалистически републики                                           | Жалбата на Ливан срещу Обединената арабска република |
| 129       | 7 август 1958 г.     | Тайван · Франция · Великобритания · Съединени американски щати · Съюз на съветските социалистически републики · Канада · Колумбия · Ирак · Панама · Швеция · Япония                         | 0                                                    | 0                                                                                      | Протестът на Ливан; Протестът на Йордания |
| 130       | 25 ноември 1958 г.   | Приета без гласуване | Приета без гласуване                                 | Приета без гласуване                                                                   | Международният съд |
| 131       | 9 декември 1958 г.   | Тайван · Великобритания · Съединени американски щати · Съюз на съветските социалистически републики · Канада · Колумбия · Ирак · Панама · Швеция · Япония                                   | 0                                                    | Франция                                                                                | Приемане на нови членове в ООН: Гвинея |
| 132       | 7 септември 1959 г.  | Тайван · Франция · Великобритания · Съединени американски щати · Аржентина · Канада · Италия · Панама · Тунис · Япония                                                                      | 0                                                    | Съюз на съветските социалистически републики                                           | Въпрос, отнасящ се до Лаос |
| 133       | 26 януари 1960 г.    | Тайван · Франция · Великобритания · Съединени американски щати · Съюз на съветските социалистически републики · Аржентина · Еквадор · Италия · Полша · Тунис · Шри Ланка                    | 0                                                    | 0                                                                                      | Приемане на нови членове в ООН:Камерун |
| 134       | 1 април 1960 г.      | Тайван · Съединени американски щати · Съюз на съветските социалистически републики · Аржентина · Еквадор · Италия · Полша · Тунис · Шри Ланка                                               | 0                                                    | Франция · Великобритания                                                               | Положението в Южноафриканския съюз |
| 135       | 27 май 1960 г.       | Тайван · Франция · Великобритания · Съединени американски щати · Аржентина · Еквадор · Италия · Полша · Тунис · Шри Ланка                                                                   | 0                                                    | Полша · Съюз на съветските социалистически републики                                   | Въпроси, касаещи отношенията между великите сили |
| 136       | 31 май 1960 г.       | Тайван · Франция · Великобритания · Съединени американски щати · Съюз на съветските социалистически републики · Аржентина · Еквадор · Италия · Полша · Тунис · Шри Ланка                    | 0                                                    | 0                                                                                      | Приемане на нови членове в ООН:Тогоанска република |
| 137       | 31 май 1960 г.       | Приета без гласуване | Приета без гласуване                                 | Приета без гласуване                                                                   | Международният съд |
| 138       | 23 юни 1960 г.       | Тайван · Франция · Великобритания · Съединени американски щати · Еквадор · Италия · Полша · Тунис · Шри Ланка                                                                               | 0                                                    | Полша · Съюз на съветските социалистически републики                                   | Въпрос, отнасящ се до делото срещу Адолф Айхман |
| 139       | 28 юни 1960 г.       | Тайван · Франция · Великобритания · Съединени американски щати · Съюз на съветските социалистически републики · Аржентина · Еквадор · Италия · Полша · Тунис · Шри Ланка                    | 0                                                    | 0                                                                                      | Приемане на нови членове в ООН: Федерация Мали |
| 140       | 29 юни 1960 г.       | Тайван · Франция · Великобритания · Съединени американски щати · Съюз на съветските социалистически републики · Аржентина · Еквадор · Италия · Полша · Тунис · Шри Ланка                    | 0                                                    | 0                                                                                      | Приемане на нови членове в ООН: Република Малагаси |
| 141       | 5 юли 1960 г.        | Тайван · Франция · Великобритания · Съединени американски щати · Съюз на съветските социалистически републики · Аржентина · Еквадор · Италия · Полша · Тунис · Шри Ланка                    | 0                                                    | 0                                                                                      | Приемане на нови членове в ООН: Сомалия |
| 142       | 7 юли 1960 г.        | Тайван · Франция · Великобритания · Съединени американски щати · Съюз на съветските социалистически републики · Аржентина · Еквадор · Италия · Полша · Тунис · Шри Ланка                    | 0                                                    | 0                                                                                      | Приемане на нови членове в ООН: Република Конго |
| 143       | 14 юли 1960 г.       | Съединени американски щати · Съюз на съветските социалистически републики · Аржентина · Еквадор · Италия · Полша · Тунис · Шри Ланка                                                        | 0                                                    | Тайван · Франция · Великобритания                                                      | Въпрос, отнасящ се до Република Конго |
| 144       | 19 юли 1960 г.       | Тайван · Франция · Великобритания · Съединени американски щати · Аржентина · Еквадор · Италия · Тунис · Шри Ланка                                                                           | 0                                                    | Полша · Съюз на съветските социалистически републики                                   | Жалбата на Куба |
| 145       | 22 юли 1960 г.       | Тайван · Франция · Великобритания · Съединени американски щати · Съюз на съветските социалистически републики · Аржентина · Еквадор · Италия · Полша · Тунис · Шри Ланка                    | 0                                                    | 0                                                                                      | Въпрос, отнасящ се до Република Конго |
| 146       | 9 август 1960 г.     | Тайван · Великобритания · Съединени американски щати · Съюз на съветските социалистически републики · Аржентина · Еквадор · Полша · Тунис · Шри Ланка                                       | 0                                                    | Италия · Франция                                                                       | Въпрос, отнасящ се до Република Конго |
| 147       | 23 август 1960 г.    | Тайван · Франция · Великобритания · Съединени американски щати · Съюз на съветските социалистически републики · Аржентина · Еквадор · Италия · Полша · Тунис · Шри Ланка                    | 0                                                    | 0                                                                                      | Приемане на нови членове в ООН: Република Дахомей |
| 148       | 23 август 1960 г.    | Тайван · Франция · Великобритания · Съединени американски щати · Съюз на съветските социалистически републики · Аржентина · Еквадор · Италия · Полша · Тунис · Шри Ланка                    | 0                                                    | 0                                                                                      | Приемане на нови членове в ООН: Нигер |
| 149       | 23 август 1960 г.    | Тайван · Франция · Великобритания · Съединени американски щати · Съюз на съветските социалистически републики · Аржентина · Еквадор · Италия · Полша · Тунис · Шри Ланка                    | 0                                                    | 0                                                                                      | Приемане на нови членове в ООН: Горна Волта |
| 150       | 23 август 1960 г.    | Тайван · Франция · Великобритания · Съединени американски щати · Съюз на съветските социалистически републики · Аржентина · Еквадор · Италия · Полша · Тунис · Шри Ланка                    | 0                                                    | 0                                                                                      | Приемане на нови членове в ООН: Кот д'Ивоар |
| 151       | 23 август 1960 г.    | Тайван · Франция · Великобритания · Съединени американски щати · Съюз на съветските социалистически републики · Аржентина · Еквадор · Италия · Полша · Тунис · Шри Ланка                    | 0                                                    | 0                                                                                      | Приемане на нови членове в ООН: Чад |
| 152       | 23 август 1960 г.    | Тайван · Франция · Великобритания · Съединени американски щати · Съюз на съветските социалистически републики · Аржентина · Еквадор · Италия · Полша · Тунис · Шри Ланка                    | 0                                                    | 0                                                                                      | Приемане на нови членове в ООН: Република Конго |
| 153       | 23 август 1960 г.    | Тайван · Франция · Великобритания · Съединени американски щати · Съюз на съветските социалистически републики · Аржентина · Еквадор · Италия · Полша · Тунис · Шри Ланка                    | 0                                                    | 0                                                                                      | Приемане на нови членове в ООН: Габон |
| 154       | 23 август 1960 г.    | Тайван · Франция · Великобритания · Съединени американски щати · Съюз на съветските социалистически републики · Аржентина · Еквадор · Италия · Полша · Тунис · Шри Ланка                    | 0                                                    | 0                                                                                      | Приемане на нови членове в ООН: Централноафриканска република |
| 155       | 23 август 1960 г.    | Тайван · Франция · Великобритания · Съединени американски щати · Съюз на съветските социалистически републики · Аржентина · Еквадор · Италия · Полша · Тунис · Шри Ланка                    | 0                                                    | 0                                                                                      | Приемане на нови членове в ООН: Кипър |
| 156       | 9 септември 1960 г.  | Тайван · Франция · Великобритания · Съединени американски щати · Аржентина · Еквадор · Италия · Тунис · Шри Ланка                                                                           | 0                                                    | Полша · Съюз на съветските социалистически републики                                   | Въпрос, отнасящ се до Доминиканската република |
| 157       | 17 септември 1960 г. | Тайван · Великобритания · Съединени американски щати · Аржентина · Еквадор · Италия · Тунис · Шри Ланка                                                                                     | Полша · Съюз на съветските социалистически републики | Франция                                                                                | Въпрос, отнасящ се до Република Конго |
| 158       | 28 септември 1960 г. | Тайван · Франция · Великобритания · Съединени американски щати · Съюз на съветските социалистически републики · Аржентина · Еквадор · Италия · Полша · Тунис · Шри Ланка                    | 0                                                    | 0                                                                                      | Приемане на нови членове в ООН: Сенегал |
| 159       | 28 септември 1960 г. | Тайван · Франция · Великобритания · Съединени американски щати · Съюз на съветските социалистически републики · Аржентина · Еквадор · Италия · Полша · Тунис · Шри Ланка                    | 0                                                    | 0                                                                                      | Приемане на нови членове в ООН: Мали |
| 160       | 7 октомври 1960 г.   | Тайван · Франция · Великобритания · Съединени американски щати · Съюз на съветските социалистически републики · Аржентина · Еквадор · Италия · Полша · Тунис · Шри Ланка                    | 0                                                    | 0                                                                                      | Приемане на нови членове в ООН: Нигерия |
| 161       | 21 февруари 1961 г.  | Тайван · Великобритания · Съединени американски щати · Еквадор · Либерия · Обединена арабска република · Турция · Чили · Шри Ланка                                                          | 0                                                    | Франция · Съюз на съветските социалистически републики                                 | Въпроси, отнасящи се до Република Конго |
| 162       | 11 април 1961 г.     | Тайван · Франция · Великобритания · Съединени американски щати · Еквадор · Либерия · Турция · Чили                                                                                          | 0                                                    | Обединена арабска република · Съюз на съветските социалистически републики · Шри Ланка | Палестинският въпрос |
| 163       | 9 юни 1961 г.        | Тайван · Съединени американски щати · Съюз на съветските социалистически републики · Еквадор · Либерия · Обединена арабска република · Турция · Чили · Шри Ланка                            | 0                                                    | Франция · Великобритания                                                               | Палестинският въпрос |
| 164       | 22 юли 1961 г.       | Тайван · Великобритания · Съединени американски щати · Съюз на съветските социалистически републики · Еквадор · Либерия · Обединена арабска република · Турция · Чили · Шри Ланка           | 0                                                    | 0                                                                                      | Жалбата на Тунис срещу Франция |
| 165       | 21 септември 1961 г. | Тайван · Франция · Великобритания · Съединени американски щати · Съюз на съветските социалистически републики · Еквадор · Либерия · Обединена арабска република · Турция · Чили · Шри Ланка | 0                                                    | 0                                                                                      | Приемане на нови членове в ООН: Сиера Леоне |
| 166       | 25 октомври 1961 г.  | Франция · Великобритания · Съюз на съветските социалистически републики · Еквадор · Либерия · Обединена арабска република · Турция · Чили · Шри Ланка                                       | 0                                                    | Съединени американски щати                                                             | Приемане на нови членове в ООН: Монголия |
| 167       | 25 октомври 1961 г.  | Тайван · Франция · Великобритания · Съединени американски щати · Еквадор · Либерия · Турция · Чили · Шри Ланка                                                                              | Обединена арабска република                          | Съюз на съветските социалистически републики                                           | Приемане на нови членове в ООН: Мавритания |
| 168       | 3 ноември 1961 г.    | Тайван · Франция · Великобритания · Съединени американски щати · Съюз на съветските социалистически републики · Еквадор · Либерия · Обединена арабска република · Турция · Чили · Шри Ланка | 0                                                    | 0                                                                                      | Препоръки относно назначаването на генерален секретар на ООН |
| 169       | 24 ноември 1961 г.   | Тайван · Съединени американски щати · Съюз на съветските социалистически републики · Еквадор · Либерия · Обединена арабска република · Турция · Чили · Шри Ланка                            | 0                                                    | Франция · Великобритания                                                               | Въпроси, отнасящи се до Република Конго |
| 170       | 14 декември 1961 г.  | Тайван · Франция · Великобритания · Съединени американски щати · Съюз на съветските социалистически републики · Еквадор · Либерия · Обединена арабска република · Турция · Чили · Шри Ланка | 0                                                    | 0                                                                                      | Приемане на нови членове в ООН: Танганайка |
| 171       | 9 април 1962 г.      | Тайван · Великобритания · Съединени американски щати · Съюз на съветските социалистически републики · Венецуела · Гана · Ирландия · Обединена арабска република · Румъния · Чили            | 0                                                    | Франция                                                                                | Палестинският въпрос |
| 172       | 26 юли 1962 г.       | Тайван · Франция · Великобритания · Съединени американски щати · Съюз на съветските социалистически републики · Венецуела · Гана · Ирландия · Обединена арабска република · Румъния · Чили  | 0                                                    | 0                                                                                      | Приемане на нови членове в ООН: Руанда |
| 173       | 26 юли 1962 г.       | Тайван · Франция · Великобритания · Съединени американски щати · Съюз на съветските социалистически републики · Венецуела · Гана · Ирландия · Обединена арабска република · Румъния · Чили  | 0                                                    | 0                                                                                      | Приемане на нови членове в ООН: Бурунди |
| 174       | 12 септември 1962 г. | Тайван · Франция · Великобритания · Съединени американски щати · Съюз на съветските социалистически републики · Венецуела · Гана · Ирландия · Обединена арабска република · Румъния · Чили  | 0                                                    | 0                                                                                      | Приемане на нови членове в ООН: Ямайка |
| 175       | 12 септември 1962 г. | Тайван · Франция · Великобритания · Съединени американски щати · Съюз на съветските социалистически републики · Венецуела · Гана · Ирландия · Обединена арабска република · Румъния · Чили  | 0                                                    | 0                                                                                      | Приемане на нови членове в ООН: Тринидад и Тобаго |
| 176       | 4 октомври 1962 г.   | Франция · Великобритания · Съединени американски щати · Съюз на съветските социалистически републики · Венецуела · Гана · Ирландия · Обединена арабска република · Румъния · Чили           | 0                                                    | Тайван                                                                                 | Приемане на нови членове в ООН: Алжир |
| 177       | 15 октомври 1962 г.  | Тайван · Франция · Великобритания · Съединени американски щати · Съюз на съветските социалистически републики · Венецуела · Гана · Ирландия · Обединена арабска република · Румъния · Чили  | 0                                                    | 0                                                                                      | Приемане на нови членове в ООН: Уганда |
| 178       | 24 април 1963 г.     | Тайван · Франция · Великобритания · Съединени американски щати · Съюз на съветските социалистически републики · Бразилия · Гана · Венецуела · Мароко · Норвегия · Филипини                  | 0                                                    | 0                                                                                      | Жалба на Сенегал срещу Португалия |
| 179       | 11 юни 1963 г.       | Тайван · Франция · Великобритания · Съединени американски щати · Бразилия · Гана · Венецуела · Мароко · Норвегия · Филипини                                                                 | 0                                                    | Съюз на съветските социалистически републики                                           | Докладите на генералния секретар, отнасящи се до събитията в Йемен |
| 180       | 31 юли 1963 г.       | Тайван · Съюз на съветските социалистически републики · Бразилия · Гана · Венецуела · Мароко · Норвегия · Филипини                                                                          | 0                                                    | Франция · Великобритания · Съединени американски щати                                  | Въпроси, отнасящи се до териториите под португалско управление |
| 181       | 7 август 1963 г.     | Тайван · Съединени американски щати · Съюз на съветските социалистически републики · Бразилия · Гана · Венецуела · Мароко · Норвегия · Филипини                                             | 0                                                    | Франция · Великобритания                                                               | Въпроси, отнасящи се до политиката на апартейд в Южна Африка |
| 182       | 4 декември 1963 г.   | Тайван · Франция · Великобритания · Съединени американски щати · Съюз на съветските социалистически републики · Бразилия · Гана · Венецуела · Мароко · Норвегия · Филипини                  | 0                                                    | 0                                                                                      | Въпроси, отнасящи се до политиката на апартейд в Южна Африка |
| 183       | 11 декември 1963 г.  | Тайван · Великобритания · Съединени американски щати · Съюз на съветските социалистически републики · Бразилия · Гана · Венецуела · Мароко · Норвегия · Филипини                            | 0                                                    | Франция                                                                                | Въпроси, отнасящи се до териториите под португалско управление |
| 184       | 16 декември 1963 г.  | Тайван · Франция · Великобритания · Съединени американски щати · Съюз на съветските социалистически републики · Бразилия · Гана · Венецуела · Мароко · Норвегия · Филипини                  | 0                                                    | 0                                                                                      | Приемане на нови членове в ООН: Занзибар |
| 185       | 16 декември 1963 г.  | Тайван · Франция · Великобритания · Съединени американски щати · Съюз на съветските социалистически републики · Бразилия · Гана · Венецуела · Мароко · Норвегия · Филипини                  | 0                                                    | 0                                                                                      | Приемане на нови членове в ООН: Кения |
| 186       | 4 март 1964 г.       | Тайван · Франция · Великобритания · Съединени американски щати · Съюз на съветските социалистически републики · Боливия · Бразилия · Кот д'Ивоар · Мароко · Норвегия · Чехословакия         | 0                                                    | 0                                                                                      | Кипърският въпрос |
| 187       | 13 март 1964 г.      | Тайван · Франция · Великобритания · Съединени американски щати · Съюз на съветските социалистически републики · Боливия · Бразилия · Кот д'Ивоар · Мароко · Норвегия · Чехословакия         | 0                                                    | 0                                                                                      | Кипърският въпрос |
| 188       | 9 април 1964 г.      | Тайван · Франция · Съюз на съветските социалистически републики · Боливия · Бразилия · Кот д'Ивоар · Мароко · Норвегия · Чехословакия                                                       | 0                                                    | Великобритания · Съединени американски щати                                            | Оплакване от Йемен |
| 189       | 4 юни 1964 г.        | Тайван · Франция · Великобритания · Съединени американски щати · Съюз на съветските социалистически републики · Боливия · Бразилия · Кот д'Ивоар · Мароко · Норвегия · Чехословакия         | 0                                                    | 0                                                                                      | Жалбата, отнасяща се до актовете на агресия срещу територията и гражданското население на Камбоджа                                                                             |
| 190       | 9 юни 1964 г.        | Тайван · Съюз на съветските социалистически републики · Боливия · Кот д'Ивоар · Мароко · Норвегия · Чехословакия                                                                            | 0                                                    | Бразилия · Франция · Великобритания · Съединени американски щати                       | Въпроси, отнасящи се до политиката на апартейд в Южна Африка |
| 191       | 18 юни 1964 г.       | Тайван · Великобритания · Съединени американски щати · Боливия · Бразилия · Кот д'Ивоар · Мароко · Норвегия                                                                                 | 0                                                    | Франция · Съюз на съветските социалистически републики · Чехословакия                  | Въпроси, отнасящи се до политиката на апартейд в Южна Африка |
| 192       | 20 юни 1964 г.       | Тайван · Франция · Великобритания · Съединени американски щати · Съюз на съветските социалистически републики · Боливия · Бразилия · Кот д'Ивоар · Мароко · Норвегия · Чехословакия         | 0                                                    | 0                                                                                      | Кипърският въпрос |
| 193       | 9 август 1964 г.     | Тайван · Франция · Великобритания · Съединени американски щати · Боливия · Бразилия · Кот д'Ивоар · Мароко · Норвегия                                                                       | 0                                                    | Съюз на съветските социалистически републики · Чехословакия                            | Кипърският въпрос |
| 194       | 25 септември 1964 г. | Тайван · Франция · Великобритания · Съединени американски щати · Съюз на съветските социалистически републики · Боливия · Бразилия · Кот д'Ивоар · Мароко · Норвегия · Чехословакия         | 0                                                    | 0                                                                                      | Кипърският въпрос |
| 195       | 9 октомври 1964 г.   | Тайван · Франция · Великобритания · Съединени американски щати · Съюз на съветските социалистически републики · Боливия · Бразилия · Кот д'Ивоар · Мароко · Норвегия · Чехословакия         | 0                                                    | 0                                                                                      | Приемане на нови членове в ООН: Малави |
| 196       | 30 октомври 1964 г.  | Тайван · Франция · Великобритания · Съединени американски щати · Съюз на съветските социалистически републики · Боливия · Бразилия · Кот д'Ивоар · Мароко · Норвегия · Чехословакия         | 0                                                    | 0                                                                                      | Приемане на нови членове в ООН: Малта |
| 197       | 30 октомври 1964 г.  | Тайван · Франция · Великобритания · Съединени американски щати · Съюз на съветските социалистически републики · Боливия · Бразилия · Кот д'Ивоар · Мароко · Норвегия · Чехословакия         | 0                                                    | 0                                                                                      | Приемане на нови членове в ООН: Замбия |
| 198       | 18 декември 1964 г.  | Тайван · Франция · Великобритания · Съединени американски щати · Съюз на съветските социалистически републики · Боливия · Бразилия · Кот д'Ивоар · Мароко · Норвегия · Чехословакия         | 0                                                    | 0                                                                                      | Кипърският въпрос |
| 199       | 30 декември 1964 г.  | Тайван · Франция · Великобритания · Съединени американски щати · Съюз на съветските социалистически републики · Боливия · Бразилия · Кот д'Ивоар · Мароко · Норвегия · Чехословакия         | 0                                                    | 0                                                                                      | Въпрос, отнасящ се до Република Конго |
| 200       | 15 март 1965 г.      | Тайван · Франция · Великобритания · Съединени американски щати · Съюз на съветските социалистически републики · Боливия · Кот д'Ивоар · Йордания · Малайзия · Нидерландия · Уругвай         | 0                                                    | 0                                                                                      | Приемане на нови членове в ООН: Гамбия |